# Halldór Laxness

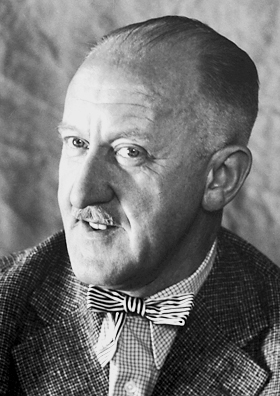
Halldór Laxness (1955)

Halldór Kiljan Laxness [ˈhaltour ˈcʰɪljan ˈlaxsnɛs] ⓘ (geboren als Halldór Guðjónsson; * 23. April 1902 in Reykjavík; † 8. Februar 1998 in Reykjalundur bei Mosfellsbær) war ein isländischer Schriftsteller und Literaturnobelpreisträger.

## Leben

Gljúfrasteinn, Laxness’ Haus seit 1945; heute Laxness-Museum

Haus und Auto von Halldór Laxness in Mosfellsbær

Halldór Laxness wurde als Halldór Guðjónsson geboren. Seine Eltern waren Guðjón Helgi Helgason und Sigríður Halldórsdóttir. Da er aus wohlhabendem Hause stammte, konnte er seine Bildung durch zahlreiche Reisen vervollständigen. Auf dem Kontinent lernte er den Katholizismus kennen und konvertierte. Den Namen Kiljan wählte er bei seiner Konversion zum Katholizismus, am 6. Januar 1923 im Benediktinerkloster St. Maurice de Clervaux in Luxemburg, nach dem irischen Märtyrer und Heiligen Kilian. Den Nachnamen Laxness nahm er nach dem Hof Laxnes (dt. „Lachshalbinsel“) bei Mosfellsbær an, wo er aufgewachsen war.
Aus einer Beziehung mit Málfríður Jónsdóttir (1896–2003) ging Laxness’ älteste Tochter María (1923–2016) hervor. Von 1930 bis 1940 war er mit Ingibjörg Einarsdóttir (1908–1994) verheiratet; ihr gemeinsamer Sohn war Einar Halldórsson (1931–2016). 1945 begann seine zweite Ehe mit Auður Sveinsdóttir (1918–2012), und er bezog seinen ständigen Wohnsitz in Gljúfrasteinn im Mosfellsdalur am Þingvallavegur . Die Töchter Sigríður und Guðný wurden 1951 und 1954 geboren. Sigríðurs Tochter Auður Jónsdóttir ist ebenfalls Schriftstellerin. Guðný Halldórsdóttir ist Filmregisseurin und deren Sohn Halldór Laxness Halldórsson (* 1985) – Autor, Schauspieler, Comedian und Rapper (als Dóri DNA).
Laxness’ Gesamtwerk umfasst zahlreiche Romane und Theaterstücke, auch war er häufig journalistisch tätig. Seine Werke wurden in zahlreiche Sprachen übersetzt.
Halldór Laxness starb im Alter von 95 Jahren und wurde auf dem Friedhof der Mosfellskirkja in Mosfellsdal beigesetzt.

## Werk

### Hauptwerke und Charakteristika
Laxness’ Reisen auf den Kontinent sind in seinem frühen Roman Der große Weber von Kaschmir (1927), der Einflüsse von Expressionismus und Surrealismus aufweist und andererseits im Ton gelegentlich an den frühen Thomas Mann erinnert, wiederzuerkennen.
Bedeutende Werke von Laxness sind Salka Valka (1931/32), Sein eigener Herr (1934–36) und Weltlicht (1937–40). In Sein eigener Herr geht es um einen hartnäckigen Kleinbauern, der trotz widrigster Umstände seine Selbstständigkeit nicht aufgeben will (der isländische Titel lautet Sjálfstætt fólk, deutsch: „selbstständige Leute“). In Weltlicht schildert er das Leben eines Mannes aus einfachsten Verhältnissen, der unbedingt Schriftsteller werden will und deshalb gegen viele Vorurteile seiner Umgebung zu kämpfen hat.
Ein bekanntes Buch Laxness’ ist der Roman Die Islandglocke (isländisch: Íslandsklukkan, 1943–46). Angelehnt an historische Figuren aus der Zeit um 1700 wie etwa den Sprachwissenschaftler Árni Magnússon wird darin erstens die nur zeitweise glückliche Liebesgeschichte zwischen dem Gelehrten und Handschriftensammler Arnas Arnaeus und der schönen Richtertochter Snæfríður geschildert, zweitens der über Jahrzehnte andauernde Prozess gegen den mit allen Wassern gewaschenen Bauern Jón, der des Mordes angeklagt ist und auf der Flucht jahrelang durch Europa irrt. Dieser Teil des Romans erinnert immer wieder an berühmte Schelmenromane wie etwa Grimmelshausens Simplicissimus Teutsch. Beide Teile sind miteinander und mit der sozialen und politischen Situation Islands in der betreffenden Zeit aufs engste verknüpft; Arnaeus’ Ringen um die Erhaltung isländischer Handschriften und die Einhaltung gesetzlicher Vorschriften wirft immer wieder Fragen nach der Identität Islands und der Legitimität seiner Gesellschaftsordnung auf.
Längere Zeit galt Laxness als Anhänger marxistisch-kommunistischer Lehren. Dies kommt beispielsweise in seinem Roman Atomstation (1948) zum Ausdruck. In diesem Roman wendet er sich energisch gegen die Stationierung US-amerikanischer Raketen auf Island.
Laxness schrieb noch zahlreiche weitere Romane, darunter Die glücklichen Krieger (1952), in dem er die negativen Seiten von Sagahelden teilweise satirisch aufzeigte – nicht unbedingt zur Freude aller seiner Landsleute. Das Buch wurde in bewusst archaisierender Sprache geschrieben und wird von vielen als die größte Parodie isländischer Sprache angesehen.
Ende der 1950er Jahre wandte er sich vom Kommunismus ab. In seinen späteren Romanen Das Fischkonzert (1957), Das wiedergefundene Paradies (1960) und Am Gletscher (1968) ist auch die Sozialkritik nicht mehr so deutlich. Laxness sucht in seinem Spätwerk nach neuen Erzählformen, die vor allem mit der Problematik der Erzählperspektive spielen. Statt der sozial- und religionskritischen Themen hielten nun daoistische Themen Einzug in seine Bücher.

### Werkliste
- 1919 Barn náttúrunnar (Roman, Das Naturkind)
- 1923 Nokkrar sögur (Erzählungen)
- 1924 Undir Helgahnúk (Roman, Am heiligen Berg)
- 1925 Kaþólsk viðhorf (Essays)
- 1927 Vefarinn mikli frá Kasmír (Roman, dt. 1988: Der große Weber von Kaschmir)
- 1929 Alþýðubókin (Essays, dt. 2011: Das Volksbuch. Über Island und Gott und die Welt)
- 1930 Kvæðakver (Gedichte)
- 1931 Þú vínviður hreini, 1932 Fuglinn í fjörunni (Roman, dt. 1951, 1957: Salka Valka)
- 1933 Í austurvegi (Reportage) / Fótatak manna (Erzählungen) / Ungfrúin góða og húsið (Erzählung, dt. 1992: Das gute Fräulein)
- 1934 Straumrof (Schauspiel)
- 1934 Sjálfstætt fólk I, 1935 Sjálfstætt fólk II (Roman, dt. 1936: Der Freisasse (nur erster Teil, danach verboten); 1962: Unabhängige Menschen; 1968: Sein eigener Herr)
- 1937 Dagleið á fjöllum (Essays)
- 1938 Gerska æfintýrið (Reportage)
- 1937 Ljós heimsins, 1938 Höll sumarlandsins, 1939 Hús skáldsins, 1940 Fegurð himinsins (Roman, dt. 1955: Weltlicht)
- 1942 Sjö töframenn (Erzählungen) (dt. Sieben Zauberer) / Vettvángur dagsins (Essays)
- 1943 Íslandsklukkan, 1944 Hið ljósa man, 1946 Eldur í Kaupinhafn (Roman, dt. 1951: Die Islandglocke)
- 1946 Sjálfsagðir hlutir (Essays)
- 1948 Atómstöðin (Roman, dt. 1955, 1989: Atomstation)
- 1950 Snæfríður Íslandssól (Schauspiel) / Reisubókarkorn (Essays)
- 1952 Gerpla (Roman, dt. 1977: Gerpla; 1991: Die glücklichen Krieger) / Heiman eg fór (Von daheim ging ich fort)
- 1954 Þættir (Erzählungen, dt. 2012: Ein Spiegelbild im Wasser) / Silfurtúnglið (Schauspiel)
- 1955 Dagur í senn (Essays)
- 1957 Brekkukotsannáll (Roman, dt. 1961: Das Fischkonzert)
- 1959 Gjörningabók (Essays)
- 1960 Paradísarheimt (Roman, dt. 1971: Das wiedergefundene Paradies)
- 1962 Strompleikurinn (Schauspiel) / Prjónastofan Sólin (Schauspiel)
- 1963 Skáldatími (Essays) (dt. Zeit zu schreiben)
- 1964 Sjöstafakverið (Erzählungen, dt. 2015: Ein Angelausflug ins Gebirge)
- 1965 Upphaf mannúðarstefnu (Essays)
- 1966 Dúfnaveislan (Schauspiel)
- 1967 Íslendingaspjall (Essays)
- 1968 Kristnihald undir Jökli (Roman, dt. 1974: Seelsorge am Gletscher; 1989: Am Gletscher)
- 1969 Vínlandspúnktar (Essays)
- 1970 Úa (Schauspiel) / Innansveitarkronika (Roman, dt. 1976 Kirchspielchronik)
- 1972 Yfirskygðir staðir (Essays) / Norðanstúlkan (Schauspiel) / Skeggræður gegnum tíðina (Essays) / Guðsgjafaþulan (Roman, dt. 1979 Die Litanei von den Gottesgaben) / Af skáldum (Essays)
- 1974 Þjóðhátíðarrolla (Essays)
- 1975 Í túninu heima (Roman, dt. 1978: Auf der Hauswiese)
- 1976 Úngur eg var (Jung war ich)
- 1978 Sjömeistarasagan (Die Siebenmeistergeschichte)
- 1980 Grikklandsárið (Das Griechenlandjahr)
- 1981 Við heygarðshornið (Essays)
- 1982 Bráðum kemur betri tíð... (Gedicht-Auswahl)
- 1984 Og árin líða (Essays)
- 1986 Af menningarástandi (Essays)
- 1987 Dagar hjá múnkum (Tagebuch)

### Verfilmungen
Einige seiner Romane wurden verfilmt:
- 1954 Salka Valka, Regie: Arne Mattsson
- 1973 Das Fischkonzert (Brekkukotsannáll), Regie: Rolf Hädrich
- 1980 Das wiedergefundene Paradies (Paradísarheimt), Regie: Rolf Hädrich
- 1984 Atomstation (Atómstöðin), Regie: Þorsteinn Jónsson
- 1989 Am Gletscher (Kristnihald undir Jökli), Regie: Guðný Halldórsdóttir (seine Tochter)
- 1999 Das gute Fräulein (Ungfrúin góða og húsið), Regie: Guðný Halldórsdóttir

## Auszeichnungen
Halldór Laxness gilt als der erste isländische Autor der Neuzeit, der Weltruhm erlangte. Er erhielt 1955 den Nobelpreis für Literatur „für seine anschauliche epische Kraft, welche die große Erzählkunst von Island erneuert hat“.
Zu den weiteren Ehrungen Laxness’ zählen der Weltfriedenspreis 1953 und 1969 der Sonning-Preis. Er erhielt die Ehrendoktorwürden der Universitäten Åbo (1968), Reykjavík (1972), der Universität Edinburgh (1977) sowie der Eberhard Karls Universität Tübingen (1982), letztere anlässlich seines 80. Geburtstages.

## Rezeption in Deutschland
Laxness wurde aufgrund seiner lange Zeit kommunismusfreundlichen Haltung in der DDR stärker beachtet als in der Bundesrepublik Deutschland. Seine Werke der Nachkriegszeit wurden zuerst in der DDR übersetzt. In den 1990er Jahren erfolgte eine gesamtdeutsche Renaissance der Werke Laxness’, ausgelöst durch eine Werkausgabe des Göttinger Steidl Verlags mit teilweise neuen Übersetzungen von Hubert Seelow.